# Premio de Poesía José Lezama Lima
El Premio de Poesía José Lezama Lima es uno de los tres premios honoríficos otorgados por la Casa de las Américas desde 2000, junto al Premio de Narrativa José María Arguedas y el Premio de Ensayo Ezequiel Martínez Estrada. De acuerdo a la institución, el objetivo del premio, que es entregado a obras de escritores latinoamericanos publicadas originalmente en español, es promover la difusión de nuevos clásicos de la literatura en el género poesía.
Desde la edición de 2002, el premio se entrega de forma anual.

## Lista de obras ganadoras
| Año  | Obra                                                | Autor                                               | País                                                |
| ---- | --------------------------------------------------- | --------------------------------------------------- | --------------------------------------------------- |
| 2000 | Amnios                                              | Raúl Hernández Novás                                | Cuba                                                |
| 2002 | El guardián del hielo                               | José Watanabe                                       | Perú                                                |
| 2003 | Pesar todo                                          | Juan Gelman                                         | Argentina                                           |
| 2004 | A paso de hierba. Poemas sobre Chiapas              | Juan Bañuelos                                       | México                                              |
| 2005 | En lo más implacable de la noche                    | Idea Vilariño                                       | Uruguay                                             |
| 2006 | INRI                                                | Raúl Zurita                                         | Chile                                               |
| 2007 | Cantar de lejanía. Antología personal               | Juan Manuel Roca                                    | Colombia                                            |
| 2008 | En un abrir y cerrar de ojos                        | Oscar Hahn                                          | Chile                                               |
| 2009 | El alternado paso de los hados                      | Carlos Germán Belli                                 | Perú                                                |
| 2010 | El cristal entre la luz                             | Manuel Orestes Nieto                                | Panamá                                              |
| 2011 | Los danzantes del tiempo. Antología poética         | Kamau Brathwaite                                    | Barbados                                            |
| 2012 | Obra cierta. Antología poética                      | Humberto Vinueza                                    | Ecuador                                             |
| 2013 | Tiranos temblad                                     | Rafael Courtoisie                                   | Uruguay                                             |
| 2014 | Explicaciones no pedidas                            | Piedad Bonnett                                      | Colombia                                            |
| 2015 | La novela de la poesía                              | Tamara Kamenszain                                   | Argentina                                           |
| 2016 | Verdad posible                                      | Eduardo Langagne                                    | México                                              |
| 2017 | Mística del tabernario                              | Raúl Vallejo                                        | Ecuador                                             |
| 2018 | El zorro y la luna, poemas reunidos (1981-2016)     | José Antonio Mazzotti                               | Perú                                                |
| 2019 | Meli Witran Mapu. Tierra de los cuatro lugares      | José María Memet                                    | Chile                                               |
| 2020 | Ojos de la palabra                                  | Jorge Boccanera                                     | Argentina                                           |
| 2021 | Certamen cancelado debido a la pandemia de COVID-19 | Certamen cancelado debido a la pandemia de COVID-19 | Certamen cancelado debido a la pandemia de COVID-19 |
| 2023 | Diario de las revelaciones                          | Gustavo Pereira                                     | Venezuela                                           |